# Andrew Forrest

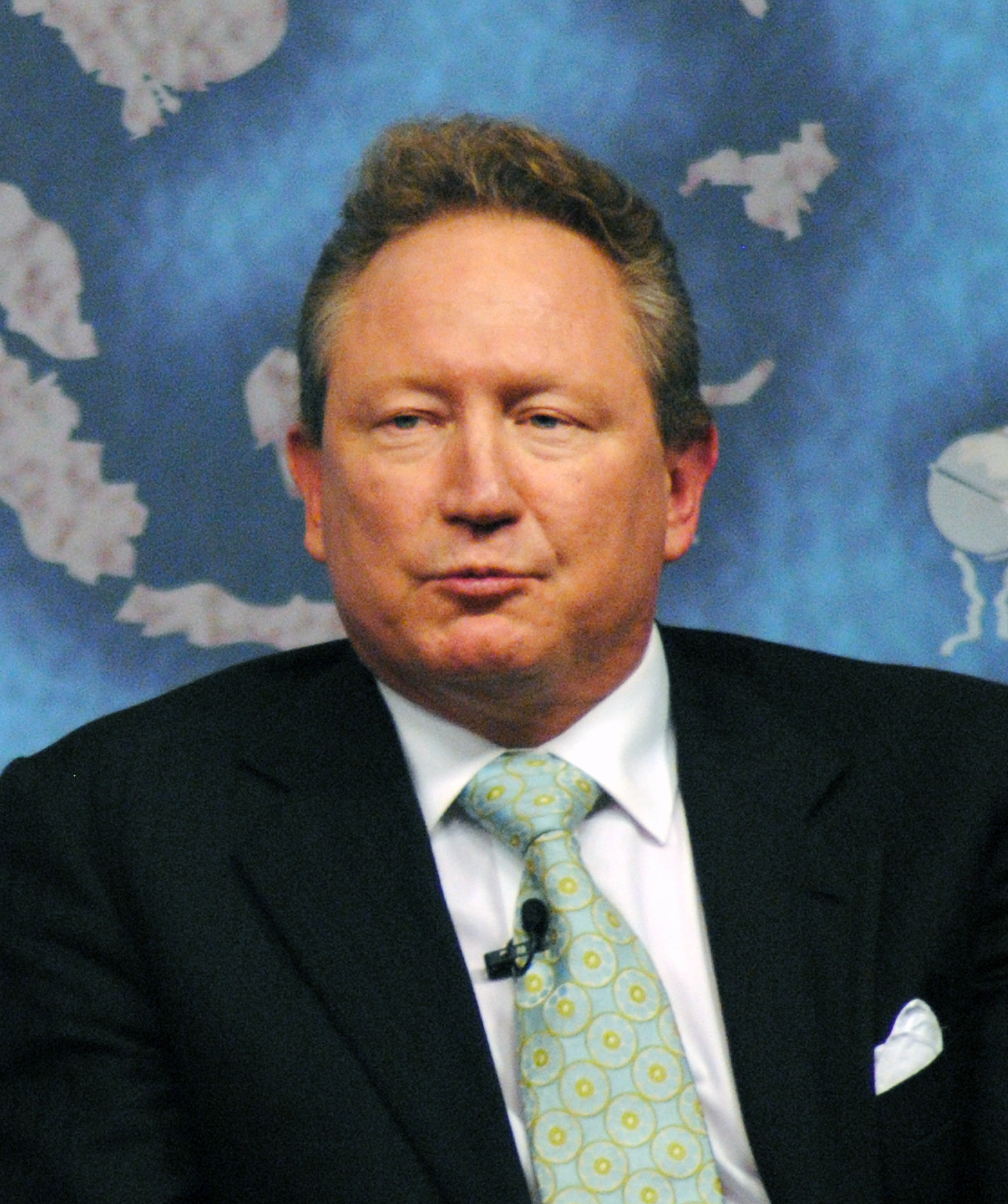
Andrew Forrest (2013)

John Andrew Henry Forrest AO (* 1961 in Perth) ist ein australischer Unternehmer.

## Leben
Forrest studierte Politik- und Wirtschaftswissenschaften an der University of Western Australia. Er hält bedeutende Anteile am Bergbauunternehmen Fortescue Metals Group, das er zeitweilig leitete. Nach Angaben der Financial Review Rich List 2019 gehört Forrest zu den 10 reichsten Australiern. Forrest hat ein Vermögen von etwa 7,99 Milliarden Australische Dollar (entspricht ca. 5,4 Milliarden US$ Stand: 2019). Er ist verheiratet und hat drei Kinder.
Er hat sich der Wohltätigkeitsinitiative The Giving Pledge angeschlossen.

Während der Buschbrände in Australien 2019/2020 wiederholte Forrest mehrfach seine unbelegte Behauptung, dass die Feuer in erster Linie auf die Belastung der Wälder durch brennbares Material und auf Brandstiftung zurückzuführen seien, der Klimawandel spiele hierbei nur eine untergeordnete Rolle. Die Wissenschaft habe „noch einen weiten Weg vor sich“. Er rief Spender zur Finanzierung seiner Stiftung auf, mit der im wissenschaftlichen Peer-Review abgesicherte „neue Klimaforschung“ geleistet werden solle. Sein Spendenziel liege bei 500 Millionen A$, zu dem er mit 50 Millionen A$ für den Aufbau der Widerstandsfähigkeit gegen Naturkatastrophen beigetragen habe.
In einer BBC-Sendung im Jahr 2021 gab Forrest dagegen „Climate change is real“ („der Klimawandel ist echt“) zu Protokoll und favorisierte die Bekämpfung der Erderwärmung durch wirtschaftliche Anpassung und Umstrukturierung.
Als er sich mit Philanthropie beschäftigte, kam er zu der Erkenntnis, dass Philanthropie die Klimakrise nicht aufhalten kann. Da er davon überzeugt ist, dass nur die Wirtschaft genug Macht hat, um die globale Erwärmung aufzuhalten, engagiert er sich als Unternehmer für die Produktion von grünem Wasserstoff. Im Jahr 2022 hat er angekündigt, dass er bis 2030 weltweit 15 Millionen Tonnen grünen Wasserstoff produzieren will.